# Infected (The Last of Us)
«Infected» —en español: «Infectados»— es el segundo episodio de la serie de televisión estadounidense de drama postapocalíptico The Last of Us. El episodio fue escrito por el cocreador de la serie Craig Mazin y dirigida por el cocreador Neil Druckmann, el episodio se emitió en HBO el 22 de enero de 2023. En el episodio, Joel (Pedro Pascal) y su compañera Tess (Anna Torv) escoltan a la joven Ellie (Bella Ramsey) a través de una zona de contaminación biológica en Boston para llegar a la Casa del Estado de Massachusetts.
El episodio supuso la primera experiencia de Druckmann en la dirección de televisión; le pareció que reforzaba y reflejaba su experiencia en la dirección de videojuegos. «Infected» presentaba a los clickers (chasqueadores), criaturas mutadas que dependen del sonido para moverse, diseñadas mediante prótesis con el arte conceptual del juego como material de referencia. El episodio se rodó en Calgary, Alberta, en octubre y noviembre de 2021. El episodio recibió críticas positivas, con elogios para su escritura, dirección, diseño de producción y actuaciones, en particular la de Torv. Fue visto por 5.7 millones de espectadores el primer día.

## Argumento
En 2003, dos días antes de los eventos de Austin, las autoridades de Yakarta piden a la doctora Ratna (Christine Hakim), profesora de micología, que examine el cadáver de una mujer que ha sido asesinada recientemente tras atacar a sus compañeros de trabajo en una fábrica de harina. Ratna se da cuenta de que el cadáver tiene una mordedura humana en la pierna y hongos en la boca. Tras enterarse de que los hongos han sido identificados como Cordyceps y de que varios trabajadores de la misma fábrica han desaparecido, el militar Agus Hidayat (Yayu Unru) le pregunta qué se puede hacer para evitar una mayor propagación. Ratna le dice que bombardee la ciudad y acabe con todos los que viven en ella.
En 2023, Joel (Pedro Pascal) y Tess (Anna Torv) retienen a Ellie (Bella Ramsey) con un arma y le exigen saber por qué se les encargó escoltarla. Ellie revela que las Luciérnagas han establecido un campamento secreto en el oeste con médicos que trabajan en una vacuna para prevenir la infección, y su ADN puede ser la clave para asegurar el éxito de la vacuna. Joel les exige que regresen a la zona de cuarentena, pero Tess, que aún se muestra escéptica sobre la inmunidad de Ellie, no se muestra dispuesta a aceptar la oferta.
Mientras el grupo se dirige hacia la Casa del Estado de Massachusetts, Tess descubre una gran orda de infectados bloqueando la ruta que planeaba utilizar, explicando a Ellie que los hongos pueden detectar a los humanos no infectados a través de largas distancias y atraer a sus huéspedes hacia ellos. Tess sugiere pasar por un museo. Un derrumbe en el tejado atrae a dos «chasqueadores», huéspedes mutados que dependen del sonido para moverse. Ellie es mordida antes de que Joel y Tess puedan matar a los «chasqueadores». Cuando llegan a la Casa del Estado, las Luciérnagas no salen a su encuentro. Tess comprueba el interior y los encuentra a todos muertos: Joel encuentra pruebas de infección y conjetura que se mataron entre ellos. Tess intenta encontrar pistas sobre dónde ir a continuación, pero Joel le dice que el trabajo ha terminado y que volverán a casa. Tess le dice que no puede volver y muestra una mordedura en su cuello. Ella revela que la marca de Ellie ya se ha curado, demostrando que es inmune.
Joel le dispara a una Luciérnaga infectada que intenta atacarles, revelando su ubicación a otros huéspedes infectados de la ciudad. Tess le dice a Joel que lleve a Ellie con sus compañeros contrabandistas Bill y Frank, ya que ellos podrán ayudarla. Cubre la habitación con gasolina y granadas mientras Joel y Ellie se marchen. Un hombre infectado comienza el proceso de conversión de Tess cuando ella incendia el edificio, matando a las criaturas. Joel y Ellie observan cómo explota la Casa del Estado antes de que Joel se marchen.

## Producción

### Concepción y escritura

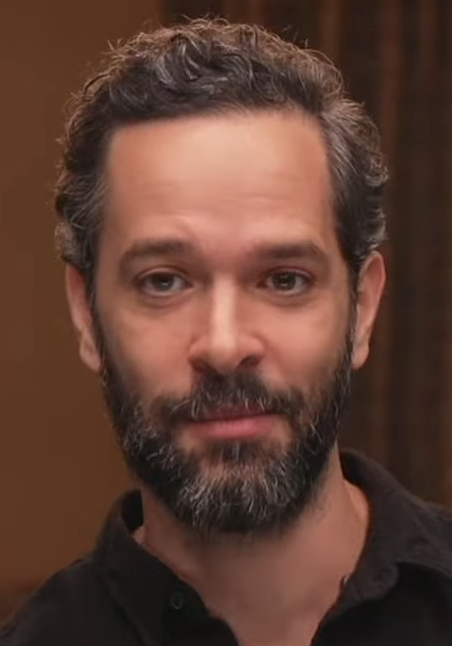
«Infected» fue la primera experiencia del cocreador de la serie Neil Druckmann en la dirección televisiva.

Los creadores de la serie The Last of Us Craig Mazin y Neil Druckmann escribieron y dirigieron respectivamente «Infected»; Druckmann fue el guionista y director creativo del videojuego en el que se basa la serie. El Sindicato de Directores de Canadá reveló que Druckmann fue asignado para dirigir un episodio en septiembre de 2021; en febrero de 2022, Druckmann confirmó que dirigió un episodio y dijo que su experiencia reforzaba y reflejaba su experiencia en la dirección de juegos. Predijo previamente que la experiencia sería muy diferente a dirigir juegos, pero observó varias similitudes tras presenciar cómo Mazin dirigía el primer episodio. Para él, la mayor diferencia era la imposibilidad de hacer cambios después de la producción; en el desarrollo de juegos, puede solicitar cambios en factores como el encuadre, la iluminación, la ropa, los entornos, la iluminación y el tiempo. Pasó más de un mes preparando el episodio, ya que era su primera experiencia en la dirección de televisión. Pascal considera a Druckmann el más abierto y entusiasta de los directores de la serie, y Ramsey cree que sus comentarios son creíbles por su proximidad al material original. En enero de 2023, se reveló que Druckmann dirigió el segundo episodio. Rotten Tomatoes publicó el título del episodio en diciembre de 2022 como «Cordyceps Ordo Seclorum»; Mazin aclaró que se trataba de «una idea inicial» que luego se sustituyó porque «en realidad no tenía mucho sentido».
Una primera versión de la secuencia teaser mostraba a un individuo invisible golpeando una puerta, que más tarde se reveló que era el hijo infectado de Tess, a quien encerró en un sótano al no poder matarlo; se cortó antes de la producción porque los guionistas consideraron que no encajaba.: 14:08  Torv y los guionistas pensaron que la decisión de Tess de mantener a Ellie a salvo era para redimir acciones pasadas en su vida.: 3:18  Al final, Mazin situó la secuencia teaser en Indonesia para desorientar al público, una técnica en la que se inspiró en el trabajo televisivo de Vince Gilligan. La narración episódica le permitió ver los orígenes de la pandemia y demostrar su alcance mundial.: 7:45  El plan original era presentar un montaje de ciudades de todo el mundo, pero carecían de presupuesto.: 9:05  Los guionistas consideraron que seguir a un único personaje -y su breve relación con otro- daba una mayor sensación de terror y basaba los acontecimientos en la realidad.: 9:23 
Mazin quería que los chasqueadores se asemejaran al diseño del juego mediante prótesis; pensó que usar efectos visuales habría disminuido su impacto.: 18:24  Barrie y Sarah Gower, con quienes Mazin había trabajado en Chernóbil, fueron contratados para crear las prótesis.: 0:31  Su equipo se encontró continuamente haciendo referencia al arte conceptual original del juego.: 0:44  Los que interpretaron a los chasqueadores eran aficionados al juego y entendían su movimiento.: 1:17  La conversación silenciosa entre Joel y Ellie se añadió durante los nuevos rodajes, ya que la productora ejecutiva Carolyn Strauss no entendía cómo funcionaban los chasqueadores.: 19:58  En el juego, Tess se sacrifica para dar tiempo a Joel y Ellie a escapar de los soldados que los persiguen; en el episodio, son sustituidos por infectados. Mazin consideró ilógico que los soldados patrullaran tan lejos de la zona de cuarentena y creyó que sustituirlos por infectados brindaba la oportunidad de demostrar la conectividad entre las criaturas.: 24:58  Mazin consideró que el beso entre Tess y los infectados subrayaba el tema del amor, señalando que las criaturas aún eran capaces de amar a través de su propagación del hongo.: 29:08  Druckmann quería encuadrar e iluminar la toma del beso de una forma bella para enfatizar su espeluznante efecto.: 28:11 

### Casting y personajes
El papel de Christine Hakim se reveló en un tráiler en diciembre de 2022. Se pusieron en contacto con ella para que apareciera en la serie a través de Instagram. Al principio dudó en aceptar el papel, ya que estaba cuidando de su madre y su esposo en medio de la pandemia de COVID-19, pero su sobrina nieta, fan del juego, la convenció. Hakim grabó su papel en Calgary a finales de octubre de 2021. Llevó sus pañuelos tradicionales batik y joyas indonesias, que el departamento de vestuario aceptó para su uso en la serie. A Hakim le impresionó la capacidad de Druckmann para dirigir papeles indonesios y la creación por parte del director artístico del decorado de Yakarta en Calgary.

### Rodaje
Ksenia Sereda fue la directora de fotografía del episodio. El rodaje tuvo lugar en Rice Howard Way y sus alrededores, en Downtown Edmonton, del 2 al 18 de octubre; Pascal rodó en un plano de establecimiento en la zona a principios de octubre, y regresó para la producción completa a finales de mes junto a Ramsey y Torv. La localización replícaba un Boston postapocalíptico; el diseñador de producción John Paino no pudo encontrar una localización que imitara las calles de ladrillo de Boston, lo que obligó a transformarlas y esculpirlas manualmente en el set. La colocación manual de los árboles también fue necesaria, ya que los árboles canadienses tienen pocas similitudes con los de Boston. Rice Howard Way se montó con un gran cráter delante de un restaurante italiano y una pantalla verde para el horizonte. El equipo de producción convirtió un negocio local en un salón de belleza en ruinas y le preguntó a otro si permitiría a un doble de riesgo volar a través de la ventana delantera.
La producción tuvo lugar en el Edificio de la Legislatura de Alberta, que estaba adornada con enredaderas y vegetación. La producción gastó alrededor de CA$372.000 para un rodaje de cuatro días en Edmonton. El rodaje tuvo lugar en el centro de Calgary del 15 al 18 de octubre, seguida de Beltline del 23 al 28 de octubre. El cierre del paso elevado de la Cuarta Avenida llevó al equipo de emplazamientos entre seis y ocho semanas de negociaciones con la ciudad. La ubicación interior del hotel requería un drenaje, ya que los hongos empezaron a crecer rápidamente. El trabajo de Druckmann en el episodio completó la producción el 7 de noviembre de 2021.

## Recepción

### Emisión y audiencias
El episodio se emitió en HBO el 22 de enero de 2023. El episodio tuvo 5.7 millones de espectadores en Estados Unidos en su primera noche, incluyendo espectadores lineales y streams en HBO Max-un aumento del 22 por ciento respecto a la semana anterior, el mayor crecimiento de audiencia en la segunda semana para una serie dramática original de HBO en la historia de la cadena. En televisión, tuvo 633.000 espectadores en su primera noche, con una cuota de audiencia de 0.18 en la franja demográfica de 18 a 49 años en la escala de audiencia de Nielsen. 